# Зърновско
Зъ̀рновско (произнасяно в местния диалект Зъ̀рноско, на албански: Zrnosko, Зърноско) e село в Република Албания в областта Мала Преспа, област Корча, община Пустец.

## География
Селото е разположено на 4 километра югоизточно от общинския център Пустец, на брега на Голямото Преспанско езеро. В Зърновско живеят основно хора с македонска или българска национална идентичност.

## Етимология
Името на селото е от зърно < праславянското *zьrna.

## История
В края на XIX век е чисто българско село. Според статистиката на Васил Кънчов („Македония. Етнография и статистика“) в 1900 година в Зърновско живеят 250 българи християни.
Всички българи християни в селото са под върховенството на Българската екзархия. По данни на секретаря на екзархията Димитър Мишев („La Macédoine et sa Population Chrétienne“) в 1905 година в Зърновско има 120 българи екзархисти. Според Георги Трайчев през 1911/1912 година в Зърновско има 16 къщи със 109 жители.
В 1911 година е осветена камбаната на църквата „Св. св. Петър и Павел“ с надпис „Боголюбивите и родолюбивите българи от гр. Струга“. В 2014 година камбаната изчезва.
Боривое Милоевич пише в 1921 година („Южна Македония“), че Зърновцко (Зрновцко) има 15 къщи славяни християни.
В 1939 година Миаг Секула от името на 20 български къщи в Зърновско подписва Молбата на македонски българи до царица Йоанна, с която се иска нейната намеса за защита на българщината в Албания – по това време италиански протекторат.
В 2013 година официалното име е сменено от Зарошка (Zaroshkë) на оригиналното Зърноско (Zrnosko).
| Година | Население |
| 1900   | 250       |
| 1926   | 156       |
| 1945   | 201       |
| 1960   | 247       |
| 1969   | 307       |
| 1979   | 317       |
| 1989   | 322       |
| 2000   | 348       |